# TSV 1896 Rain
TSV 1896 Rain is een Duitse omnisportvereniging uit Rain in de deelstaat Beieren. De vereniging telt bijna 1400 leden.
Alhoewel de naam anders doet vermoeden bestaat de club onder de huidige naam eigenlijk pas sinds 1946. Daarvoor waren er in de kleine stad twee verenigingen actief die nogal sterk met elkaar concurreerden. Na de Tweede Wereldoorlog werden alle sportclubs in Duitsland ontbonden en in plaats daarvan werden er nieuwe verenigingen per stad opgericht. Zo kon het gebeuren dat de in 1896 opgerichte gymnastiekvereniging (TV) en de in 1920 opgericht voetbalclub (FC) samen verdergingen als de TSV 1896 Rain.

## Voetbal
Na de oprichting van de voetbalclub FC Rain in 1920 en de heroprichting na de Tweede Wereldoorlog op 17 augustus 1945 is de voetbalafdeling sinds de fusie met TV Rain in 1946 een afdeling van de TSV 1896 Rain. De club speelde langdurig in de lagere klassen (Kreis- en Bezirksliga) om in 1975 te promoveren naar de Landesliga Süd. Ook in 1981 promoveerde de club naar dat niveau om net als de eerste keer direct weer te degraderen. Pas na de derde promotie in 1997 lukte het de club zich te stabiliseren. In 2008 eindigde de club als 3e in de Landesliga en lukte het om via 2 promotie-wedstrijden te promoveren naar de Bayernliga. Het jaar daarop kon men zich handhaven door in een promotie/degradatie wedstrijden te winnen. 
Op 21 april 2012 kon de club zich kwalificeren voor de nieuwe Regionalliga Bayern, het vierde niveau in de Duitse voetbalpyramide. In 2014 degradeerde de club, maar kon na één seizoen terugkeren. In 2016 volgde een nieuwe degradatie. In 2019 maakte de club opnieuw zijn opwachting in de Regionalliga Bayern.